# Acanthagrion speculum
Acanthagrion speculum е вид насекомо от семейство Coenagrionidae. Видът е незастрашен от изчезване.

## Разпространение
Разпространен е в Коста Рика и Никарагуа.

## Описание
Популацията им е стабилна.